# نیک چینلاند
نیک چینلاند (انگلیسی: Nick Chinlund؛ زادهٔ ۱۸ نوامبر ۱۹۶۱) یک صداپیشه و هنرپیشه اهل ایالات متحده آمریکا است. وی از سال ۱۹۹۰ میلادی تاکنون مشغول فعالیت بوده‌است.
از فیلم‌ها یا برنامه‌های تلویزیونی که وی در آن نقش داشته است می‌توان به بچه، روز تعلیم، پاک‌کن، اشک‌های خورشید، سرگذشت ریدیک، هواپیمای محکومین، درخت جاشوا، افسانه زورو، فرابنفش، جنون سرعت، دختران بد و سمی اشاره کرد.